# آلگای (چالان)
آلگای (به اسپانیایی: Algay) یک کوه در پرو است که در Huánuco Region, Huánuco Province, San Pedro de Chaulán District واقع شده‌است. آلگای ۴٬۴۲۵ متر بالاتر از سطح دریا واقع شده‌است.